# Liste des capitaines-régents de Saint-Marin depuis 1801
La république de Saint-Marin est gouvernée par deux capitaines-régents, élus pour un mandat de six mois. Leurs mandats vont du 1er avril au 1er octobre et vice-versa.

## Liste des capitaines-régents

### XIXesiècle
| Année | Semestres | Capitaine-régent                                                                      | Capitaine-régent            |
| ----- | --------- | ------------------------------------------------------------------------------------- | --------------------------- |
| 1801  | Avril     | Giuliano Belluzzi                                                                     | Marino Bertoni              |
| 1801  | Octobre   | Mariano Begni                                                                         | Antonio Capicchioni         |
| 1802  | Avril     | Filippo Belluzzi                                                                      | Marino Tassini              |
| 1802  | Octobre   | Annibale Gozi                                                                         | Giovanni Filippi            |
| 1803  | Avril     | Camillo Bonelli                                                                       | Livio Casali                |
| 1803  | Octobre   | Antonio Onofri                                                                        | Marino Francesconi          |
| 1804  | Avril     | Marino Belluzzi                                                                       | Matteo Martelli             |
| 1804  | Octobre   | Francesco Giannini                                                                    | Giuseppe Righi              |
| 1805  | Avril     | Francesco Maria Belluzzi                                                              | Antonio Capicchioni         |
| 1805  | Octobre   | Mariano Begni                                                                         | Giovanni Malpeli            |
| 1806  | Avril     | Giuseppe Mercuri                                                                      | Marino Tassini              |
| 1806  | Octobre   | Alessandro Righi                                                                      | Pietro Berti                |
| 1807  | Avril     | Antonio Onofri                                                                        | Marino Francesconi          |
| 1807  | Octobre   | Camillo Bonelli                                                                       | Livio Casali                |
| 1808  | Avril     | Marino Giangi                                                                         | Matteo Martelli             |
| 1808  | Octobre   | Federico Gozi                                                                         | Pier Antonio Damiani        |
| 1809  | Avril     | Francesco Giannini                                                                    | Vincenzo Belzoppi           |
| 1809  | Octobre   | Mariano Begni                                                                         | Giovanni Malpeli            |
| 1810  | Avril     | Lodovico Belluzzi                                                                     | Maria Giuseppe Malpeli      |
| 1810  | Octobre   | Antonio Onofri                                                                        | Marino Francesconi          |
| 1811  | Avril     | Francesco Maria Belluzzi                                                              | Marino Bertoni              |
| 1811  | Octobre   | Giuseppe Mercuri                                                                      | Pier Vincenzo Giannini      |
| 1812  | Avril     | Camillo Bonelli                                                                       | Livio Casali                |
| 1812  | Octobre   | Francesco Giannini                                                                    | Pietro Zoli                 |
| 1813  | Avril     | Marino Belluzzi                                                                       | Pier Antonio Damiani        |
| 1813  | Octobre   | Mariano Begni                                                                         | Giovanni Malpeli            |
| 1814  | Avril     | Federico Gozi                                                                         | Andrea Albertini            |
| 1814  | Octobre   | Lodovico Belluzzi                                                                     | Maria Giuseppe Malpeli      |
| 1815  | Avril     | Giuseppe Mercuri                                                                      | Pier Vincenzo Giannini      |
| 1815  | Octobre   | Francesco Maria Belluzzi                                                              | Filippo Filippi             |
| 1816  | Avril     | Camillo Bonelli                                                                       | Pietro Berti                |
| 1816  | Octobre   | Luigi Giannini                                                                        | Matteo Martelli             |
| 1817  | Avril     | Antonio Onofri                                                                        | Pietro Zoli                 |
| 1817  | Octobre   | Federico Gozi                                                                         | Vincenzo Belzoppi           |
| 1818  | Avril     | Giuliano Malpeli                                                                      | Livio Casali                |
| 1818  | Octobre   | Mariano Begni                                                                         | Giovanni Malpeli            |
| 1819  | Avril     | Giuseppe Mercuri                                                                      | Andrea Albertini            |
| 1819  | Octobre   | Francesco Maria Belluzzi                                                              | Filippo Filippi             |
| 1820  | Avril     | Luigi Giannini                                                                        | Matteo Martelli             |
| 1820  | Octobre   | Camillo Bonelli                                                                       | Marino Berti                |
| 1821  | Avril     | Antonio Onofri                                                                        | Pier Vincenzo Giannini      |
| 1821  | Octobre   | Giuliano Malpeli                                                                      | Pietro Berti                |
| 1822  | Avril     | Federico Gozi                                                                         | Francesco Guidi Giangi      |
| 1822  | Octobre   | Mariano Begni                                                                         | Giovanni Malpeli            |
| 1823  | Avril     | Giuseppe Mercuri                                                                      | Marino Lonfernini           |
| 1823  | Octobre   | Francesco Maria Belluzzi                                                              | Filippo Filippi             |
| 1824  | Avril     | Lodovico Belluzzi                                                                     | Vincenzo Braschi            |
| 1824  | Octobre   | Luigi Giannini                                                                        | Bartolomeo Bartolotti       |
| 1825  | Avril     | Raffaele Gozi                                                                         | Pietro Berti                |
| 1825  | Octobre   | Camillo Bonelli                                                                       | Pier Antonio Damiani        |
| 1826  | Avril     | Giambattista Onofri                                                                   | Marino Berti                |
| 1826  | Octobre   | Giuliano Malpeli                                                                      | Marino Lonfernini           |
| 1827  | Avril     | Mariano Begni                                                                         | Giovanni Malpeli            |
| 1827  | Octobre   | Lodovico Belluzzi                                                                     | Vincenzo Braschi            |
| 1828  | Avril     | Francesco Maria Belluzzi                                                              | Francesco Guidi Giangi      |
| 1828  | Octobre   | Luigi Giannini                                                                        | Giacomo Antonio Tini        |
| 1829  | Avril     | Camillo Bonelli                                                                       | Pietro Zoli                 |
| 1829  | Octobre   | Giuseppe Mercuri                                                                      | Filippo Filippi             |
| 1830  | Avril     | Giuliano Malpeli                                                                      | Marino Lonfernini           |
| 1830  | Octobre   | Giambattista Onofri                                                                   | Pier Antonio Damiani        |
| 1831  | Avril     | Lodovico Belluzzi                                                                     | Biagio Martelli             |
| 1831  | Octobre   | Francesco Maria Belluzzi                                                              | Pier Matteo Berti           |
| 1832  | Avril     | Giovanni Benedetto Belluzzi                                                           | Bartolomeo Bartolotti       |
| 1832  | Octobre   | Mariano Begni                                                                         | Giovanni Malpeli            |
| 1833  | Avril     | Giuseppe Mercuri                                                                      | Filippo Filippi             |
| 1833  | Octobre   | Luigi Giannini                                                                        | Vincenzo Braschi            |
| 1834  | Avril     | Lodovico Belluzzi                                                                     | Francesco Guidi Giangi      |
| 1834  | Octobre   | Giuliano Malpeli                                                                      | Pietro Tassini              |
| 1835  | Avril     | Francesco Maria Belluzzi (mort pendant son mandat, remplacé par Raffaele Gozi)        | Pietro Zoli                 |
| 1835  | Octobre   | Giambattista Bonelli                                                                  | Bartolomeo Bartolotti       |
| 1836  | Avril     | Giovanni Benedetto Belluzzi                                                           | Pier Antonio Damiani        |
| 1836  | Octobre   | Giuseppe Gozi                                                                         | Pier Matteo Berti           |
| 1837  | Avril     | Filippo Belluzzi                                                                      | Filippo Filippi             |
| 1837  | Octobre   | Giuseppe Mercuri                                                                      | Marc' Antonio Tassini       |
| 1838  | Avril     | Girolamo Gozi                                                                         | Francesco Guidi Giangi      |
| 1838  | Octobre   | Mariano Begni                                                                         | Domenico Maria Belzoppi     |
| 1839  | Avril     | Giambattista Bonelli                                                                  | Bartolomeo Bartolotti       |
| 1839  | Octobre   | Giuliano Malpeli                                                                      | Biagio Martelli             |
| 1840  | Avril     | Giovanni Benedetto Belluzzi                                                           | Pietro Righi                |
| 1840  | Octobre   | Raffaele Gozi                                                                         | Pietro Zoli                 |
| 1841  | Avril     | Filippo Belluzzi                                                                      | Filippo Filippi             |
| 1841  | Octobre   | Girolamo Gozi                                                                         | Francesco Guidi Giangi      |
| 1842  | Avril     | Domenico Maria Belzoppi                                                               | Pier Matteo Berti           |
| 1842  | Octobre   | Giuseppe Gozi                                                                         | Domenic' Antonio Bartolotti |
| 1843  | Avril     | Giuliano Malpeli                                                                      | Marino Malpeli              |
| 1843  | Octobre   | Lodovico Belluzzi                                                                     | Biagio Martelli             |
| 1844  | Avril     | Giovanni Benedetto Belluzzi                                                           | Pietro Righi                |
| 1844  | Octobre   | Pietro Zoli                                                                           | Marino Berti                |
| 1845  | Avril     | Giambattista Bonelli                                                                  | Francesco Valli             |
| 1845  | Octobre   | Domenico Maria Belzoppi                                                               | Pier Matteo Berti           |
| 1846  | Avril     | Filippo Belluzzi                                                                      | Filippo Filippi             |
| 1846  | Octobre   | Francesco Guidi Giangi                                                                | Costanzo Damiani            |
| 1847  | Avril     | Girolamo Gozi                                                                         | Domenic' Antonio Bartolotti |
| 1847  | Octobre   | Giuliano Malpeli                                                                      | Biagio Martelli             |
| 1848  | Avril     | Giuseppe Gozi                                                                         | Marino Malpeli              |
| 1848  | Octobre   | Giovanni Benedetto Belluzzi                                                           | Pietro Righi                |
| 1849  | Avril     | Domenico Maria Belzoppi                                                               | Pier Matteo Berti           |
| 1849  | Octobre   | Giambattista Braschi                                                                  | Marino Lonfernini           |
| 1850  | Avril     | Vincenzo Angeli                                                                       | Costanzo Damiani            |
| 1850  | Octobre   | Giambattista Bonelli                                                                  | Marino Berti                |
| 1851  | Avril     | Francesco Guidi Giangi                                                                | Marco Suzzi Valli           |
| 1851  | Octobre   | Domenic' Antonio Bartolotti                                                           | Antonio Para                |
| 1852  | Avril     | Melchiorre Filippi                                                                    | Pietro Righi                |
| 1852  | Octobre   | Filippo Belluzzi                                                                      | Gaetano Simoncini           |
| 1853  | Avril     | Domenico Maria Belzoppi                                                               | Pier Matteo Berti           |
| 1853  | Octobre   | Giambattista Braschi                                                                  | Francesco Valli             |
| 1854  | Avril     | Girolamo Gozi                                                                         | Pietro Ugolini              |
| 1854  | Octobre   | Francesco Guidi Giangi                                                                | Pietro Barbieri             |
| 1855  | Avril     | Gaetano Belluzzi (remplacé pour la majeure partie de son mandat par Filippo Belluzzi) | Francesco Rossini           |
| 1855  | Octobre   | Giovanni Benedetto Belluzzi                                                           | Marino Masi                 |
| 1856  | Avril     | Giuseppe Filippi                                                                      | Pietro Righi                |
| 1856  | Octobre   | Melchiorre Filippi                                                                    | Gaetano Simoncini           |
| 1857  | Avril     | Innocenzo Bonelli                                                                     | Domenico Fattori            |
| 1857  | Octobre   | Settimio Belluzzi                                                                     | Giacomo Berti               |
| 1858  | Avril     | Francesco Guidi Giangi                                                                | Marino Malpeli              |
| 1858  | Octobre   | Filippo Belluzzi                                                                      | Pasquale Marcucci           |
| 1859  | Avril     | Giuliano Belluzzi                                                                     | Michele Ceccoli             |
| 1859  | Octobre   | Palamede Malpeli                                                                      | Pier Matteo Berti           |
| 1860  | Avril     | Giuseppe Filippi                                                                      | Pietro Righi                |
| 1860  | Octobre   | Gaetano Belluzzi                                                                      | Costanzo Damiani            |
| 1861  | Avril     | Settimio Belluzzi                                                                     | Giacomo Berti               |
| 1861  | Octobre   | Melchiorre Filippi                                                                    | Domenico Fattori            |
| 1862  | Avril     | Innocenzo Bonelli                                                                     | Gaetano Simoncini           |
| 1862  | Octobre   | Francesco Guidi Giangi                                                                | Pietro Tonnini              |
| 1863  | Avril     | Giuliano Belluzzi                                                                     | Michele Ceccoli             |
| 1863  | Octobre   | Giuseppe Filippi                                                                      | Francesco Casali            |
| 1864  | Avril     | Gaetano Belluzzi                                                                      | Pietro Righi                |
| 1864  | Octobre   | Palamede Malpeli                                                                      | Pasquale Marcucci           |
| 1865  | Avril     | Settimio Belluzzi                                                                     | Giacomo Berti               |
| 1865  | Octobre   | Filippo Belluzzi                                                                      | Silvestro Masi              |
| 1866  | Avril     | Innocenzo Bonelli                                                                     | Michele Vita                |
| 1866  | Octobre   | Melchiorre Filippi                                                                    | Domenico Fattori            |
| 1867  | Avril     | Giuliano Belluzzi                                                                     | Michele Ceccoli             |
| 1867  | Octobre   | Gaetano Simoncini                                                                     | Pietro Righi                |
| 1868  | Avril     | Palamede Malpeli                                                                      | Giuseppe Vagnini            |
| 1868  | Octobre   | Pietro Tonnini                                                                        | Sante Lonfernini            |
| 1869  | Avril     | Filippo Belluzzi                                                                      | Francesco Malpeli           |
| 1869  | Octobre   | Settimio Belluzzi                                                                     | Giacomo Berti               |
| 1870  | Avril     | Innocenzo Bonelli                                                                     | Ortollero Grazia            |
| 1870  | Octobre   | Melchiorre Filippi                                                                    | Domenico Fattori            |
| 1871  | Avril     | Gaetano Simoncini                                                                     | Pietro Ugolini              |
| 1871  | Octobre   | Palamede Malpeli                                                                      | Luigi Pasquali              |
| 1872  | Avril     | Giuliano Belluzzi                                                                     | Pietro Berti                |
| 1872  | Octobre   | Federico Gozi                                                                         | Francesco Malpeli           |
| 1873  | Avril     | Settimio Belluzzi                                                                     | Francesco Marcucci          |
| 1873  | Octobre   | Giuseppe Filippi                                                                      | Marino Fattori              |
| 1874  | Avril     | Filippo Belluzzi                                                                      | Marino Babboni              |
| 1874  | Octobre   | Gaetano Simoncini                                                                     | Domenico Fattori            |
| 1875  | Avril     | Palamede Malpeli                                                                      | Luigi Pasquali              |
| 1875  | Octobre   | Pietro Tonnini                                                                        | Giuseppe Giacomini          |
| 1876  | Avril     | Gaetano Belluzzi                                                                      | Sante Lonfernini            |
| 1876  | Octobre   | Settimio Belluzzi                                                                     | Michele Ceccoli             |
| 1877  | Avril     | Innocenzo Bonelli                                                                     | Andrea Barbieri             |
| 1877  | Octobre   | Giuliano Belluzzi                                                                     | Pietro Ugolini              |
| 1878  | Avril     | Domenico Fattori                                                                      | Marino Babboni              |
| 1878  | Octobre   | Camillo Bonelli                                                                       | Pietro Berti                |
| 1879  | Avril     | Gaetano Simoncini                                                                     | Marino Nicolini             |
| 1879  | Octobre   | Federico Gozi                                                                         | Francesco Malpeli           |
| 1880  | Avril     | Luigi Pasquali                                                                        | Giuseppe Giacomini          |
| 1880  | Octobre   | Settimio Belluzzi                                                                     | Pasquale Busignani          |
| 1881  | Avril     | Antonio Belluzzi                                                                      | Marino Martelli             |
| 1881  | Octobre   | Domenico Fattori                                                                      | Teodoro Ceccoli             |
| 1882  | Avril     | Marino Fattori                                                                        | Francesco Marcucci          |
| 1882  | Octobre   | Giuliano Belluzzi                                                                     | Michele Ceccoli             |
| 1883  | Avril     | Pietro Tonnini                                                                        | Sante Lonfernini            |
| 1883  | Octobre   | Pietro Filippi                                                                        | Pietro Berti                |
| 1884  | Avril     | Settimio Belluzzi                                                                     | Francesco Malpeli           |
| 1884  | Octobre   | Federico Gozi                                                                         | Antonio Righi               |
| 1885  | Avril     | Luigi Pasquali                                                                        | Pasquale Busignani          |
| 1885  | Octobre   | Antonio Michetti                                                                      | Marino Nicolini             |
| 1886  | Avril     | Domenico Fattori                                                                      | Teodoro Ceccoli             |
| 1886  | Octobre   | Gaetano Simoncini                                                                     | Pietro Ugolini              |
| 1887  | Avril     | Marino Fattori                                                                        | Settimio Lonfernini         |
| 1887  | Octobre   | Pietro Filippi                                                                        | Federico Martelli           |
| 1888  | Avril     | Settimio Belluzzi                                                                     | Marino Marcucci             |
| 1888  | Octobre   | Federico Gozi                                                                         | Antonio Righi               |
| 1889  | Avril     | Menetto Bonelli                                                                       | Marino Babboni              |
| 1889  | Octobre   | Domenico Fattori                                                                      | Marino Nicolini             |
| 1890  | Avril     | Pietro Tonnini                                                                        | Francesco Marcucci          |
| 1890  | Octobre   | Giuliano Belluzzi                                                                     | Pietro Ugolini              |
| 1891  | Avril     | Pietro Filippi                                                                        | Federico Martelli           |
| 1891  | Octobre   | Antonio Michetti                                                                      | Pasquale Busignani          |
| 1892  | Avril     | Federico Gozi                                                                         | Silvestro Vita              |
| 1892  | Octobre   | Gemino Gozi                                                                           | Giacomo Marcucci            |
| 1893  | Avril     | Menetto Bonelli                                                                       | Marino Babboni              |
| 1893  | Octobre   | Marino Fattori                                                                        | Pietro Francini             |
| 1894  | Avril     | Pietro Tonnini (mort le 22 août, remplacé par Giuliano Belluzzi)                      | Francesco Marcucci          |
| 1894  | Octobre   | Settimio Belluzzi                                                                     | Marino Borbiconi            |
| 1895  | Avril     | Domenico Fattori                                                                      | Antonio Righi               |
| 1895  | Octobre   | Federico Gozi                                                                         | Vincenzo Mularoni           |
| 1896  | Avril     | Giovanni Bonelli                                                                      | Settimio Lonfernini         |
| 1896  | Octobre   | Menetto Bonelli                                                                       | Marino Babboni              |
| 1897  | Avril     | Luigi Tonnini                                                                         | Teodoro Ceccoli             |
| 1897  | Octobre   | Antonio Belluzzi                                                                      | Pasquale Busignani          |
| 1898  | Avril     | Pietro Filippi                                                                        | Onofrio Fattori             |
| 1898  | Octobre   | Marino Borbiconi                                                                      | Francesco Marcucci          |
| 1899  | Avril     | Gemino Gozi                                                                           | Giacomo Marcucci            |
| 1899  | Octobre   | Federico Gozi                                                                         | Silvestro Vita              |
| 1900  | Avril     | Domenico Fattori                                                                      | Antonio Righi               |
| 1900  | Octobre   | Giovanni Bonelli                                                                      | Pietro Ugolini              |

### XXesiècle
| Année | Semestres  | Capitaine-régent                                                                                       | Capitaine-régent                                                                                       |
| ----- | ---------- | --- | --- |
| 1901  | Avril      | Luigi Tonnini                                                                                          | Marino Nicolini                                                                                        |
| 1901  | Octobre    | Antonio Belluzzi                                                                                       | Pasquale Busignani                                                                                     |
| 1902  | Avril      | Onofrio Fattori                                                                                        | Egidio Ceccoli                                                                                         |
| 1902  | Octobre    | Gemino Gozi                                                                                            | Giacomo Marcucci                                                                                       |
| 1903  | Avril      | Federico Gozi                                                                                          | Nullo Balducci                                                                                         |
| 1903  | Octobre    | Marino Borbiconi                                                                                       | Francesco Marcucci                                                                                     |
| 1904  | Avril      | Menetto Bonelli                                                                                        | Vincenzo Mularoni                                                                                      |
| 1904  | Octobre    | Luigi Tonnini                                                                                          | Gustavo Babboni                                                                                        |
| 1905  | Avril      | Antonio Belluzzi                                                                                       | Pasquale Busignani                                                                                     |
| 1905  | Octobre    | Onofrio Fattori                                                                                        | Piermatteo Carattoni                                                                                   |
| 1906  | Avril      | Giovanni Belluzzi                                                                                      | Pietro Francini                                                                                        |
| 1906  | Octobre    | Alfredo Reffi                                                                                          | Giovanni Arzilli                                                                                       |
| 1907  | Avril      | Ciro Belluzzi                                                                                          | Francesco Pasquali                                                                                     |
| 1907  | Octobre    | Giuseppe Angeli                                                                                        | Francesco Valli                                                                                        |
| 1908  | Avril      | Menetto Bonelli                                                                                        | Gustavo Babboni                                                                                        |
| 1908  | Octobre    | Olinto Amati                                                                                           | Raffaele Michetti                                                                                      |
| 1909  | Avril      | Luigi Tonnini                                                                                          | Domenico Suzzi Valli                                                                                   |
| 1909  | Octobre    | Marino Borbiconi                                                                                       | Giacomo Marcucci                                                                                       |
| 1910  | Avril      | Alfredo Reffi                                                                                          | Giovanni Arzilli                                                                                       |
| 1910  | Octobre    | Giovanni Belluzzi                                                                                      | Luigi Lonfernini                                                                                       |
| 1911  | Avril      | Moro Morri                                                                                             | Cesare Stacchini                                                                                       |
| 1911  | Octobre    | Onofrio Fattori                                                                                        | Angelo Manzoni Borghesi                                                                                |
| 1912  | Avril      | Gustavo Babboni                                                                                        | Francesco Pasquali                                                                                     |
| 1912  | Octobre    | Menetto Bonelli                                                                                        | Vincenzo Marcucci                                                                                      |
| 1913  | Avril      | Giuseppe Angeli                                                                                        | Ignazio Grazia                                                                                         |
| 1913  | Octobre    | Cirro Belluzzi                                                                                         | Domenico Suzzi Valli                                                                                   |
| 1914  | Avril      | Domenico Fattori                                                                                       | Ferruccio Martelli                                                                                     |
| 1914  | Octobre    | Olinto Amati                                                                                           | Cesare Stacchini                                                                                       |
| 1915  | Avril      | Moro Morri                                                                                             | Antonio Burgagni                                                                                       |
| 1915  | Octobre    | Alfredo Reffi                                                                                          | Luigi Lonfernini                                                                                       |
| 1916  | Avril      | Onofrio Fattori                                                                                        | Ciro Francini                                                                                          |
| 1916  | Octobre    | Gustavo Babboni                                                                                        | Giovanni Arzilli                                                                                       |
| 1917  | Avril      | Egisto Morri                                                                                           | Vincenzo Marcucci                                                                                      |
| 1917  | Octobre    | Angelo Manzoni Borghesi                                                                                | Giuseppe Balducci                                                                                      |
| 1918  | Avril      | Ferruccio Martelli                                                                                     | Ermenegildo Mularoni                                                                                   |
| 1918  | Octobre    | Protogene Belloni                                                                                      | Francesco Morri                                                                                        |
| 1919  | Avril      | Domenico Vicini                                                                                        | Pietro Suzzi Valli                                                                                     |
| 1919  | Octobre    | Moro Morri                                                                                             | Francesco Pasquali                                                                                     |
| 1920  | Avril      | Marino Rossi                                                                                           | Ciro Francini                                                                                          |
| 1920  | 5 décembre | Carlo Balsimelli                                                                                       | Simone Michelotti                                                                                      |
| 1921  | Avril      | Marino Della Balda                                                                                     | Vincenzo Francini                                                                                      |
| 1921  | Octobre    | Egisto Morri                                                                                           | Giuseppe Lanci                                                                                         |
| 1922  | Avril      | Eugenio Reffi                                                                                          | Giovanni Arzilli                                                                                       |
| 1922  | Octobre    | Onofrio Fattori                                                                                        | Giuseppe Balducci                                                                                      |
| 1923  | Avril      | Giuliano Gozi                                                                                          | Filippo Mularoni                                                                                       |
| 1923  | Octobre    | Marino Borbiconi                                                                                       | Mario Michetti                                                                                         |
| 1924  | Avril      | Angelo Manzoni Borghesi                                                                                | Francesco Mularoni                                                                                     |
| 1924  | Octobre    | Francesco Morri                                                                                        | Girolamo Gozi                                                                                          |
| 1925  | Avril      | Marino Fattori                                                                                         | Augusto Mularoni                                                                                       |
| 1925  | Octobre    | Valerio Pasquali                                                                                       | Marco Marcucci                                                                                         |
| 1926  | Avril      | Manlio Gozi                                                                                            | Giuseppe Mularoni                                                                                      |
| 1926  | Octobre    | Giuliano Gozi                                                                                          | Ruggero Morri                                                                                          |
| 1927  | Avril      | Gino Gozi                                                                                              | Marino Morri                                                                                           |
| 1927  | Octobre    | Marino Rossi                                                                                           | Nelson Burgagni                                                                                        |
| 1928  | Avril      | Domenico Suzzi Valli                                                                                   | Francesco Pasquali                                                                                     |
| 1928  | Octobre    | Francesco Morri                                                                                        | Melchiorre Filippi                                                                                     |
| 1929  | Avril      | Girolamo Gozi                                                                                          | Filippo Mularoni                                                                                       |
| 1929  | Octobre    | Ezio Balducci                                                                                          | Aldo Busignani                                                                                         |
| 1930  | Avril      | Manlio Gozi                                                                                            | Marino Lonfernini (mort le 10 septembre, remplacé le 16 par Turiddu Foschi)                            |
| 1930  | Octobre    | Valerio Pasquali                                                                                       | Gino Ceccoli                                                                                           |
| 1931  | Avril      | Angelo Manzoni Borghesi                                                                                | Francesco Mularoni                                                                                     |
| 1931  | Octobre    | Domenico Suzzi Valli                                                                                   | Marino Morri                                                                                           |
| 1932  | Avril      | Giuliano Gozi                                                                                          | Pompeo Righi                                                                                           |
| 1932  | Octobre    | Gino Gozi                                                                                              | Ruggero Morri                                                                                          |
| 1933  | Avril      | Francesco Morri                                                                                        | Settimio Belluzzi                                                                                      |
| 1933  | Octobre    | Carlo Balsimelli                                                                                       | Melchiorre Filippi                                                                                     |
| 1934  | Avril      | Marino Rossi                                                                                           | Giovanni Lonfernini                                                                                    |
| 1934  | Octobre    | Angelo Manzoni Borghesi                                                                                | Marino Michelotti                                                                                      |
| 1935  | Avril      | Federico Gozi                                                                                          | Salvatore Foschi                                                                                       |
| 1935  | Octobre    | Pompeo Righi                                                                                           | Marino Morri                                                                                           |
| 1936  | Avril      | Gino Gozi                                                                                              | Ruggero Morri                                                                                          |
| 1936  | Octobre    | Francesco Morri                                                                                        | Gino Ceccoli                                                                                           |
| 1937  | Avril      | Giuliano Gozi                                                                                          | Settimio Belluzzi                                                                                      |
| 1937  | Octobre    | Marino Rossi                                                                                           | Giovanni Lonfernini                                                                                    |
| 1938  | Avril      | Manlio Gozi                                                                                            | Luigi Mularoni                                                                                         |
| 1938  | Octobre    | Carlo Balsimelli                                                                                       | Celio Gozi                                                                                             |
| 1939  | Avril      | Pompeo Righi                                                                                           | Marino Morri                                                                                           |
| 1939  | Octobre    | Marino Michelotti                                                                                      | Orlando Reffi                                                                                          |
| 1940  | Avril      | Angelo Manzoni Borghesi                                                                                | Filippo Mularoni                                                                                       |
| 1940  | Octobre    | Federico Gozi                                                                                          | Salvatore Foschi                                                                                       |
| 1941  | Avril      | Gino Gozi                                                                                              | Secondo Menicucci                                                                                      |
| 1941  | Octobre    | Giuliano Gozi                                                                                          | Giovanni Lonfernini                                                                                    |
| 1942  | Avril      | Settimio Belluzzi                                                                                      | Celio Gozi                                                                                             |
| 1942  | Octobre    | Carlo Balsimelli                                                                                       | Renato Martelli                                                                                        |
| 1943  | Avril      | Marino Michelotti                                                                                      | Bartolomeo Manzoni Borghesi                                                                            |
| 1943  | Octobre    | Marino Della Balda                                                                                     | Sante Lonfernini                                                                                       |
| 1944  | Avril      | Francesco Balsimelli                                                                                   | Sanzio Valentini                                                                                       |
| 1944  | Octobre    | Teodoro Lonfernini                                                                                     | Leonida Suzzi Valli                                                                                    |
| 1945  | Avril      | Alvaro Casali                                                                                          | Vittorio Valentini                                                                                     |
| 1945  | Octobre    | Ferruccio Martelli                                                                                     | Secondo Fiorini                                                                                        |
| 1946  | Avril      | Giuseppe Forcellini                                                                                    | Vincenzo Pedini                                                                                        |
| 1946  | Octobre    | Filippo Martelli                                                                                       | Luigi Montironi                                                                                        |
| 1947  | Avril      | Marino Della Balda                                                                                     | Luigi Zafferani                                                                                        |
| 1947  | Octobre    | Domenico Forcellini                                                                                    | Mariano Ceccoli                                                                                        |
| 1948  | Avpril     | Arnaldo Para                                                                                           | Giuseppe Renzi                                                                                         |
| 1948  | Octobre    | Giordano Giacomini                                                                                     | Domenico Tomassoni                                                                                     |
| 1949  | Avril      | Ferruccio Martelli                                                                                     | Primo Bugli                                                                                            |
| 1949  | Octobre    | Vincenzo Pedini                                                                                        | Agostino Biordi                                                                                        |
| 1950  | Avril      | Giuseppe Forcellini                                                                                    | Primo Taddei                                                                                           |
| 1950  | Octobre    | Marino Della Balda                                                                                     | Luigi Montironi                                                                                        |
| 1951  | Avril      | Alvaro Casali                                                                                          | Romolo Giacomini                                                                                       |
| 1951  | Octobre    | Domenico Forcellini                                                                                    | Giovanni Terenzi                                                                                       |
| 1952  | Avril      | Domenico Morganti                                                                                      | Mariano Ceccoli                                                                                        |
| 1952  | Octobre    | Arnaldo Para                                                                                           | Eugenio Bernardini                                                                                     |
| 1953  | Avril      | Vincenzo Pedini                                                                                        | Alberto Reffi                                                                                          |
| 1953  | Octobre    | Giordano Giacomini                                                                                     | Giuseppe Renzi                                                                                         |
| 1954  | Avril      | Giuseppe Forcellini                                                                                    | Secondo Fiorini                                                                                        |
| 1954  | Octobre    | Agostino Giacomini                                                                                     | Luigi Montironi                                                                                        |
| 1955  | Avril      | Domenico Forcellini                                                                                    | Vittorio Meloni                                                                                        |
| 1955  | Octobre    | Primo Bugli                                                                                            | Giuseppe Maiani                                                                                        |
| 1956  | Avril      | Mario Nanni                                                                                            | Enrico Andreoli                                                                                        |
| 1956  | Octobre    | Mariano Ceccoli                                                                                        | Eugenio Bernardini                                                                                     |
| 1957  | Avril      | Giordano Giacomini                                                                                     | Primo Marani                                                                                           |
| 1957  | 10 octobre | Gouvernement provisoire : Federico Bigi, Alvaro Casali, Pietro Giancecchi, Zaccaria Giovanni Savoretti | Gouvernement provisoire : Federico Bigi, Alvaro Casali, Pietro Giancecchi, Zaccaria Giovanni Savoretti |
| 1957  | 27 octobre | Marino Valdes Franciosi                                                                                | Federico Micheloni                                                                                     |
| 1958  | Avril      | Zaccaria Giovanni Savoretti                                                                            | Stelio Montironi                                                                                       |
| 1958  | Octobre    | Domenico Forcellini                                                                                    | Pietro Reffi                                                                                           |
| 1959  | Avril      | Marino Benedetto Belluzzi                                                                              | Agostino Biordi                                                                                        |
| 1959  | Octobre    | Giuseppe Forcellini                                                                                    | Ferruccio Piva                                                                                         |
| 1960  | Avril      | Alvaro Casali                                                                                          | Gino Vannucci                                                                                          |
| 1960  | Octobre    | Eugenio Reffi                                                                                          | Pietro Giancecchi                                                                                      |
| 1961  | Avril      | Federico Micheloni                                                                                     | Giancarlo Ghironzi                                                                                     |
| 1961  | Octobre    | Giovanni Vito Marcucci                                                                                 | Pio Galassi                                                                                            |
| 1962  | Avril      | Domenico Forcellini                                                                                    | Francesco Valli                                                                                        |
| 1962  | Octobre    | Antonio Maria Morganti                                                                                 | Agostino Biordi                                                                                        |
| 1963  | Avril      | Leonida Suzzi Valli                                                                                    | Stelio Montironi                                                                                       |
| 1963  | Octobre    | Giovan Luigi Franciosi                                                                                 | Domenico Bollini                                                                                       |
| 1964  | Avril      | Marino Benedetto Belluzzi                                                                              | Eusebio Reffi                                                                                          |
| 1964  | Octobre    | Giuseppe Micheloni                                                                                     | Pier Marino Mularoni                                                                                   |
| 1965  | Avril      | Ferruccio Piva                                                                                         | Federico Carattoni                                                                                     |
| 1965  | Octobre    | Alvaro Casali                                                                                          | Pietro Reffi                                                                                           |
| 1966  | Avril      | Francesco Valli                                                                                        | Emilio Della Balda                                                                                     |
| 1966  | Octobre    | Giovanni Vito Marcucci                                                                                 | Francesco Maria Francini                                                                               |
| 1967  | Avril      | Vittorio Rossini                                                                                       | Alberto Lonfernini                                                                                     |
| 1967  | Octobre    | Domenico Forcellini                                                                                    | Romano Michelotti                                                                                      |
| 1968  | Avril      | Marino Benedetto Belluzzi                                                                              | Dante Rossi                                                                                            |
| 1968  | Octobre    | Pietro Giancecchi                                                                                      | Aldo Zavoli                                                                                            |
| 1969  | Avril      | Ferruccio Piva                                                                                         | Stelio Montironi                                                                                       |
| 1969  | Octobre    | Alvaro Casali                                                                                          | Giancarlo Ghironzi                                                                                     |
| 1970  | Avril      | Francesco Valli                                                                                        | Eusebio Reffi                                                                                          |
| 1970  | Octobre    | Simone Rossini                                                                                         | Giuseppe Lonfernini                                                                                    |
| 1971  | Avril      | Luigi Lonfernini                                                                                       | Attilio Montanari                                                                                      |
| 1971  | Octobre    | Federico Carattoni                                                                                     | Marino Vagnetti                                                                                        |
| 1972  | Avril      | Marino Benedetto Belluzzi                                                                              | Giuseppe Micheloni                                                                                     |
| 1972  | Octobre    | Rosolino Martelli                                                                                      | Bruno Casali                                                                                           |
| 1973  | Avril      | Francesco Maria Francini                                                                               | Primo Bugli                                                                                            |
| 1973  | Octobre    | Antonio Lazzaro Volpinari                                                                              | Giovan Luigi Franciosi                                                                                 |
| 1974  | Avril      | Ferruccio Piva                                                                                         | Giordano Bruno Reffi                                                                                   |
| 1974  | Octobre    | Francesco Valli                                                                                        | Enrico Andreoli                                                                                        |
| 1975  | Avril      | Alberto Cecchetti                                                                                      | Michele Righi                                                                                          |
| 1975  | Octobre    | Giovanni Vito Marcucci                                                                                 | Giuseppe Della Balda                                                                                   |
| 1976  | Avril      | Clelio Galassi                                                                                         | Marino Venturini                                                                                       |
| 1976  | Octobre    | Primo Bugli                                                                                            | Virgilio Cardelli                                                                                      |
| 1977  | Avril      | Alberto Lonfernini                                                                                     | Antonio Lazzaro Volpinari                                                                              |
| 1977  | Octobre    | Giordano Bruno Reffi                                                                                   | Tito Masi                                                                                              |
| 1978  | Avril      | Francesco Valli                                                                                        | Enrico Andreoli                                                                                        |
| 1978  | Octobre    | Ermenegildo Gasperoni                                                                                  | Adriano Reffi                                                                                          |
| 1979  | Avril      | Marino Bollini                                                                                         | Lino Celli                                                                                             |
| 1979  | Octobre    | Giuseppe Amici                                                                                         | Germano De Biagi                                                                                       |
| 1980  | Avril      | Pietro Chiaruzzi                                                                                       | Primo Marani                                                                                           |
| 1980  | Octobre    | Giancarlo Berardi                                                                                      | Rossano Zafferani                                                                                      |
| 1981  | Avril      | Gastone Pasolini                                                                                       | Maria Lea Pedini-Angelini                                                                              |
| 1981  | Octobre    | Mario Rossi                                                                                            | Ubaldo Biordi                                                                                          |
| 1982  | Avril      | Giuseppe Maiani                                                                                        | Marino Venturini                                                                                       |
| 1982  | Octobre    | Libero Barulli                                                                                         | Maurizio Gobbi                                                                                         |
| 1983  | Avril      | Adriano Reffi                                                                                          | Massimo Roberto Rossini                                                                                |
| 1983  | Octobre    | Renzo Renzi                                                                                            | Germano De Biagi                                                                                       |
| 1984  | Avril      | Gloriana Ranocchini                                                                                    | Giorgio Crescentini                                                                                    |
| 1984  | Octobre    | Marino Bollini                                                                                         | Giuseppe Amici                                                                                         |
| 1985  | Avril      | Enzo Colombini                                                                                         | Severiano Tura                                                                                         |
| 1985  | Octobre    | Pier Paolo Gasperoni                                                                                   | Ubaldo Biordi                                                                                          |
| 1986  | Avril      | Marino Venturini                                                                                       | Ariosto Maiani                                                                                         |
| 1986  | Octobre    | Giuseppe Arzilli                                                                                       | Maurizio Tomassoni                                                                                     |
| 1987  | Avril      | Renzo Renzi                                                                                            | Carlo Franciosi                                                                                        |
| 1987  | Octobre    | Rossano Zafferani                                                                                      | Gianfranco Terenzi                                                                                     |
| 1988  | Avril      | Umberto Barulli                                                                                        | Rosolino Martelli                                                                                      |
| 1988  | Octobre    | Luciano Cardelli                                                                                       | Reves Salvatori                                                                                        |
| 1989  | Avril      | Mauro Fiorini                                                                                          | Marino Vagnetti                                                                                        |
| 1989  | Octobre    | Gloriana Ranocchini                                                                                    | Leo Achilli                                                                                            |
| 1990  | Avril      | Adalmiro Bartolini                                                                                     | Ottaviano Rossi                                                                                        |
| 1990  | Octobre    | Cesare Antonio Gasperoni                                                                               | Roberto Bucci                                                                                          |
| 1991  | Avril      | Domenico Bernardini                                                                                    | Claudio Podeschi                                                                                       |
| 1991  | Octobre    | Edda Ceccoli                                                                                           | Marino Riccardi                                                                                        |
| 1992  | Avril      | Germano De Biagi                                                                                       | Ernesto Benedettini                                                                                    |
| 1992  | Octobre    | Romeo Morri                                                                                            | Marino Zanotti                                                                                         |
| 1993  | Avril      | Patrizia Busignani                                                                                     | Salvatore Tonelli                                                                                      |
| 1993  | Octobre    | Gian Luigi Berti                                                                                       | Paride Andreoli                                                                                        |
| 1994  | Avril      | Alberto Cecchetti                                                                                      | Fausto Mularoni                                                                                        |
| 1994  | Octobre    | Renzo Ghiotti                                                                                          | Luciano Ciavatta                                                                                       |
| 1995  | Avril      | Marino Bollini                                                                                         | Settimio Lonfernini                                                                                    |
| 1995  | Octobre    | Pier Natalino Mularoni                                                                                 | Marino Venturini                                                                                       |
| 1996  | Avril      | Pier Paolo Gasperoni                                                                                   | Pietro Bugli                                                                                           |
| 1996  | Octobre    | Maurizio Rattini                                                                                       | Gian Carlo Venturini                                                                                   |
| 1997  | Avril      | Paride Andreoli                                                                                        | Pier Marino Mularoni                                                                                   |
| 1997  | Octobre    | Luigi Mazza                                                                                            | Marino Zanotti                                                                                         |
| 1998  | Avril      | Alberto Cecchetti                                                                                      | Loris Francini                                                                                         |
| 1998  | Octobre    | Pietro Berti                                                                                           | Paolo Bollini                                                                                          |
| 1999  | Avril      | Antonello Bacciocchi                                                                                   | Rosa Zafferani                                                                                         |
| 1999  | Octobre    | Marino Bollini                                                                                         | Giuseppe Arzilli                                                                                       |
| 2000  | Avril      | Maria Domenica Michelotti                                                                              | Gian Marco Marcucci                                                                                    |
| 2000  | Octobre    | Gianfranco Terenzi                                                                                     | Enzo Colombini                                                                                         |

### XXIesiècle
| Année | Semestres | Capitaines-régents         | Capitaines-régents         |
| ----- | --------- | -------------------------- | -------------------------- |
| 2001  | Avril     | Luigi Lonfernini           | Fabio Berardi              |
| 2001  | Octobre   | Alberto Cecchetti          | Gino Giovagnoli            |
| 2002  | Avril     | Antonio Lazzaro Volpinari  | Giovanni Francesco Ugolini |
| 2002  | Octobre   | Mauro Chiaruzzi            | Giuseppe Morganti          |
| 2003  | Avril     | Pier Marino Menicucci      | Giovanni Giannoni          |
| 2003  | Octobre   | Giovanni Lonfernini        | Valeria Ciavatta           |
| 2004  | Avril     | Paolo Bollini              | Marino Riccardi            |
| 2004  | Octobre   | Giuseppe Arzilli           | Roberto Raschi             |
| 2005  | Avril     | Fausta Morganti            | Cesare Gasperoni           |
| 2005  | Octobre   | Claudio Muccioli           | Antonello Bacciocchi       |
| 2006  | Avril     | Gianfranco Terenzi         | Loris Francini             |
| 2006  | Octobre   | Antonio Carattoni          | Roberto Giorgetti          |
| 2007  | Avril     | Alessandro Mancini         | Alessandro Rossi           |
| 2007  | Octobre   | Mirko Tomassoni            | Alberto Selva              |
| 2008  | Avril     | Rosa Zafferani             | Federico Pedini Amati      |
| 2008  | Octobre   | Ernesto Benedettini        | Assunta Meloni             |
| 2009  | Avril     | Oscar Mina                 | Massimo Cenci              |
| 2009  | Octobre   | Stefano Palmieri           | Francesco Mussoni          |
| 2010  | Avril     | Marco Conti                | Glauco Sansovini           |
| 2010  | Octobre   | Giovanni Francesco Ugolini | Andrea Zafferani           |
| 2011  | Avril     | Maria Luisa Berti          | Filippo Tamagnini          |
| 2011  | Octobre   | Gabriele Gatti             | Matteo Fiorini             |
| 2012  | Avril     | Italo Righi                | Maurizio Rattini           |
| 2012  | Octobre   | Denise Bronzetti           | Teodoro Lonfernini         |
| 2013  | Avril     | Denis Amici                | Antonella Mularoni         |
| 2013  | Octobre   | Gian Carlo Capicchioni     | Anna Maria Muccioli        |
| 2014  | Avril     | Luca Beccari               | Valeria Ciavatta           |
| 2014  | Octobre   | Gianfranco Terenzi         | Guerrino Zanotti           |
| 2015  | Avril     | Andrea Belluzzi            | Roberto Venturini          |
| 2015  | Octobre   | Nicola Renzi               | Lorella Stefanelli         |
| 2016  | Avril     | Gian Nicola Berti          | Massimo Andrea Ugolini     |
| 2016  | Octobre   | Marino Riccardi            | Fabio Berardi              |
| 2017  | Avril     | Mimma Zavoli               | Vanessa D'Ambrosio         |
| 2017  | Octobre   | Matteo Fiorini             | Enrico Carattoni           |
| 2018  | Avril     | Stefano Palmieri           | Matteo Ciacci              |
| 2018  | Octobre   | Mirko Tomassoni            | Luca Santolini             |
| 2019  | Avril     | Nicola Selva               | Michele Muratori           |
| 2019  | Octobre   | Luca Boschi                | Mariella Mularoni          |
| 2020  | Avril     | Alessandro Mancini         | Grazia Zafferani           |
| 2020  | Octobre   | Alessandro Cardelli        | Mirko Dolcini              |
| 2021  | Avril     | Gian Carlo Venturini       | Marco Nicolini             |
| 2021  | Octobre   | Francesco Mussoni          | Giacomo Simoncini          |
| 2022  | Avril     | Oscar Mina                 | Paolo Rondelli             |
| 2022  | Octobre   | Maria Luisa Berti          | Manuel Ciavatta            |
| 2023  | Avril     | Adele Tonnini              | Alessandro Scarano         |
| 2023  | Octobre   | Filippo Tamagnini          | Gaetano Troina             |
| 2024  | Avril     | Alessandro Rossi           | Milena Gasperoni           |
| 2024  | Octobre   | Francesca Civerchia        | Dalibor Riccardi           |
| 2025  | Avril     | Denise Bronzetti           | Italo Righi                |
| 2025  | Octobre   |                            |                            |